# Xystrocera pseudosimilis
Xystrocera pseudosimilis är en skalbaggsart som beskrevs av Stefan von Breuning 1957. Xystrocera pseudosimilis ingår i släktet Xystrocera och familjen långhorningar. Inga underarter finns listade i Catalogue of Life.